# پست آفیس
پست آفیس (ویلزی: Swyddfa'r Post Cyf.) شرکت دولتی پست بریتانیایی است، که در سال ۱۹۸۶ تأسیس شد.